# Quận Ector, Texas
Quận Ector (tiếng Anh: Ector County) là một quận trong tiểu bang Texas, Hoa Kỳ. Quận lỵ đóng ở thành phố Odessa6.